# Бентон Тауншип (округ Лекаванна, Пенсільванія)
Бентон Тауншип (англ. Benton Township) — селище (англ. township) в США, в окрузі Лекаванна штату Пенсільванія. Населення — 1726 осіб (2020).

## Демографія
Згідно з переписом 2010 року, у селищі мешкало 1908 осіб у 770 домогосподарствах у складі 548 родин. Було 1060 помешкань
Расовий склад населення:
| - 98,5 % — білих - 0,4 % — чорних або афроамериканців - 0,2 % — азіатів - 0,1 % — корінних американців |

До двох чи більше рас належало 0,7 %. Частка іспаномовних становила 0,4 % від усіх жителів.
За віковим діапазоном населення розподілялося таким чином: 20,6 % — особи молодші 18 років, 63,3 % — особи у віці 18—64 років, 16,1 % — особи у віці 65 років та старші. Медіана віку мешканця становила 46,9 року. На 100 осіб жіночої статі у селищі припадало 105,4 чоловіків;  на 100 жінок у віці від 18 років та старших — 105,1 чоловіків також старших 18 років.
Середній дохід на одне домашнє господарство  становив 78 261 долар США (медіана — 62 885), а середній дохід на одну сім'ю — 89 955 доларів (медіана — 69 188). Медіана доходів становила 50 625 доларів для чоловіків та 42 019 доларів для жінок. За межею бідності перебувало 18,0 % осіб, у тому числі 41,5 % дітей у віці до 18 років та 2,1 % осіб у віці 65 років та старших.
Цивільне працевлаштоване населення становило 869 осіб. Основні галузі зайнятості: освіта, охорона здоров'я та соціальна допомога — 21,2 %, роздрібна торгівля — 12,4 %, виробництво — 11,6 %.